# Erkki Penttilä
Erkki Penttilä (né le 14 juin 1932 et mort le 19 avril 2005) est un lutteur finlandais spécialiste de la lutte libre. Il participe aux Jeux olympiques d'été de 1956 et aux Jeux olympiques d'été de 1960. En 1956, il remporte la médaille de bronze en combattant dans la catégorie des poids plumes (57-62 kg).

## Palmarès

### Jeux olympiques
- Jeux olympiques de 1956 à Melbourne,  Australie
  -  Médaille de bronze.